# Battaglia di Edgecote Moor
La battaglia di Edgecote Moor (conosciuta anche come battaglia di Banbury oppure battaglia di Danes Moor) ebbe luogo il 24 luglio 1469 vicino Banbury nel Northamptonshire tra le forze Reali comandate dai conti di Pembroke e Devon contro quelle ribelli dei sostenitori del conte di Warwick durante la Guerra delle Due Rose.
Edgecote ha la reputazione di essere una delle battaglie meno ben documentate del periodo che divergono sia su i numeri, i comandanti, le casualità ed il percorso del combattimento. Due dei più grandi errori che sono entrati nella storiografia della battaglia sono principalmente per prima cosa il nome "Edgecote Moor". Una revisione di tutti i resoconti del tempo identifica il nome in Edgecote, Banbury e Danes Moor come riportato sopra. Nel XIX secolo veniva chiamata "La battaglia di Edgecote Moor", prima che l'Ordnance Survey standardizzasse il nome su Edgecote prima del 1884. "Edgecote Moor" invece è una dicitura più recente che combina insieme "Edgecote" e "Danes Moor" e risale alla metà degli anni '90.
Il secondo errore riguarda la data della battaglia. Fonti gallesi e documenti ufficiali inglesi tipo il Coventry Leet Book e le prime cronache collocano la battaglia alla vigilia della festa di St. James o il lunedì del 24 luglio 1469. Il riferimento al 26 luglio viene da Warkworth's Chronicle e si ripete in quella di Hall che colloca la battaglia invece il giorno dopo alla celebrazione in questione. L'errore della data fu individuato già nel 1982 ed è stato ribadito dai gallesi ma questo è stato completamente trascurato dagli scrittori inglesi con soltanto l'eccezione di Michael Hicks che la colloca il 24 luglio.

## Antefatto
Da alleati nella deposizione di Enrico VI nel 1461, Warwick ed Edoardo IV nel 1469 dividono le loro strade personali. Dopo aver sposato Elisabetta Woodville nel 1464, Edoardo fece sempre più affidamento sulla sua famiglia, che gareggiava con i Neville per terre e posizioni. Preoccupato per il suo stretto legame con Warwick, Edoardo bloccò una proposta di matrimonio tra Clarence, suo fratello minore ed erede e la figlia maggiore di Warwick, Isabella. Per vari motivi, Clarence si risentì molto per questo.
Nell'aprile 1469 scoppiò una rivolta nello Yorkshire, sotto un leader chiamato Robin di Redesdale. La sua vera identità è sconosciuta. Sono stati suggeriti numerosi candidati: Sir John Conyers, amministratore del castello di Middleham di proprietà di Warwick, oppure suo figlio un altro John Conyers o Sir William Conyers di Marske (morto nel 1469), Sir Richard Welles o Sir Henry Neville. In alternativa, avrebbe potuto essere un cittadino sconosciuto comune, "un cattivo chiamato Robin di Riddesdale" come descritto nella cronaca di Jean de Waurin. A maggio iniziò una seconda ribellione, guidata da una figura nota come Robin di Holderness, che chiedeva la restaurazione di Henry Percy, tradizionale conte di Northumberland.
John Neville, l'attuale conte la represse rapidamente e giustiziò il suo capo, anche se fece pochi tentativi per intercettare Robin di Redesdale. Fiducioso che la ribellione fosse ben avviata e accompagnato solo dalle sue truppe personali, Edoardo si trasferì lentamente a nord attraverso il Lincolnshire, raggiungendo Crowland all'inizio di luglio. Il 9 luglio scoprì che l'esercito ribelle era considerevolmente più grande di quanto consigliato in precedenza, seguito da notizie ancora più inquietanti da Londra.
Warwick e Clarence trascorsero l'estate radunando truppe, presumibilmente per aiutare a reprimere la rivolta; all'inizio di luglio si recarono a Calais, dove Clarence sposò Isabella in una cerimonia condotta dal fratello di Warwick, George, Arcivescovo di York. I tre uomini hanno quindi emesso una "rimostranza", elencando presunti abusi da parte dei Woodville, William Herbert, conte di Pembroke e Humphrey Stafford, conte di Devon, tra gli altri. Entrarono a Londra il 12 luglio e il 18 marciarono verso nord per unirsi ai ribelli dello Yorkshire.
Edoardo si ritirò a Nottingham e inviò istruzioni urgenti a Pembroke a Raglan Castle e Devon a Dorchester, ordinando loro di incontrarlo lì con quanti uomini potevano radunare. I ribelli del nord si diressero a Northampton, con l'intenzione di unirsi a Warwick e Clarence. Una piccola scaramuccia fu combattuta nell'area di Northampton, prima che le forze reale si ritirassero verso Banbury. L'esercito si accampò a Edgecote Lodge Hill e nel tardo pomeriggio del 23 luglio ci fu un breve scontro tra i picchetti reali e i ribelli. Sir Henry Neville fu catturato ed ucciso dopo aver tentato di arrendersi. Lo stesso Pembroke insieme a Devon erano negli alloggi a Banbury. Secondo la maggior parte dei cronisti avevano un disaccordo sul luogo dove stabilirsi e Devon si ritirò portando con sé la sua parte dell'esercito. Secondo quanto riferito, Devon portò le sue truppe a dieci o dodici miglia di distanza. La tradizione vuole che si ritirò al castello di Deddington, ma non ci sono prove contemporanee che questa fosse la sua posizione finale.

## La battaglia

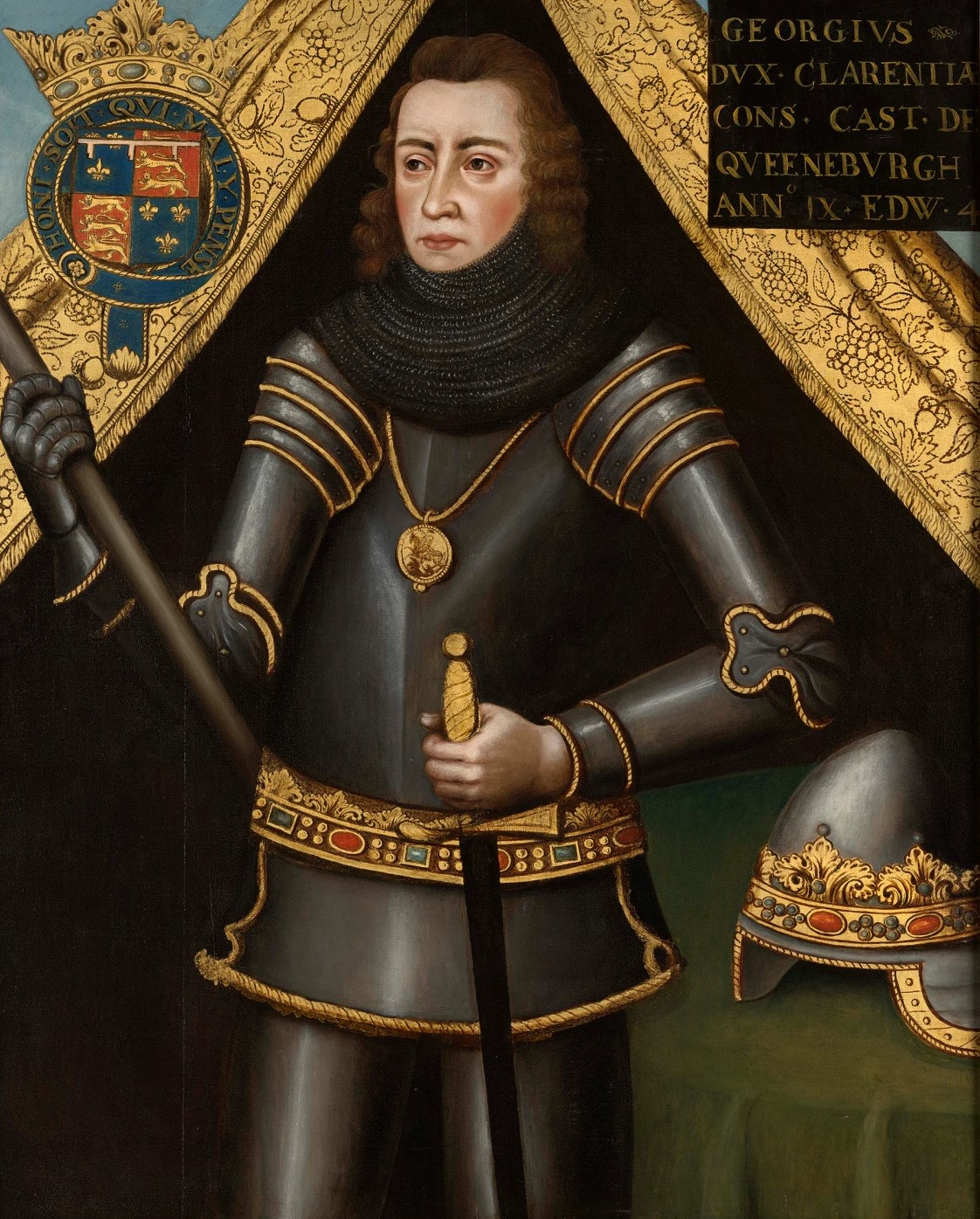
Giorgio, duca di Clarence; la sua alleanza con Warwick ha dato via alla ribellione.

Le stime suggeriscono che Pembroke avesse da 3000 a 5000 cavalieri e lancieri gallesi, con 800-1500 sotto Devon inclusa la maggior parte degli arcieri. Consapevole della necessità di distruggere l'esercito del nord prima che fosse rinforzato, l'esercito di Pembroke fu accampato durante la notte su un'altura a nord-est. Questo trascurava il sito della battaglia di Danes Moor del 914 d.C., con i due eserciti separati da un affluente del fiume Cherwell.
L'esercito ribelle conteneva un grande contingente di arcieri, mettendo Pembroke in una posizione di svantaggio, ordinò alle sue truppe di avanzare e le due parti combatterono a distanza ravvicinata per il resto della mattinata. Nel primo pomeriggio, l'esercito reale aveva ottenuto il controllo dell'attraversamento del fiume, ma a questo punto l'avanguardia di Warwick arrivò sul campo, guidata da Sir Geoffrey Gates e Sir William Parr. Gates e Parr riuscirono a tenere insieme i ribelli, ma erano ancora sotto forte pressione quando arrivarono ulteriori rinforzi ribelli, guidati da John Clapham.
In un resoconto Devon era ancora presente e a questo punto fuggì. Tuttavia qualunque cosa fosse il caso, l'esercito reale credeva che questo fosse Warwick e le sue forze. Gli uomini di Pembroke si dispersero. Le vittime furono segnalate come 168 cavalieri e nobili più 2000 ranghi, perdite abbastanza significative da essere ricordate e citate dai poeti gallesi un secolo dopo. Pembroke è stato catturato e giustiziato a Northampton nel corso della settimana, giovedì 27 luglio; suo fratello Sir Richard Herbert era stato giustiziato il giorno prima, mercoledì 26 luglio. Il loro fratellastro Sir Richard Vaughan morì durante la battaglia e Devon fu decapitato a Bridgwater il 17 agosto.
Ci sono pochi dettagli invece sulle vittime dei ribelli, ma sarebbero stati considerevolmente inferiori a quelli subìti da Pembroke poiché la maggior parte dei decessi si è verificata durante un inseguimento. A parte Henry Neville, ucciso la sera prima nella battaglia, questi includevano Sir William Conyers e Sir Oliver Dudley, figlio più giovane di John Sutton, I barone Dudley.

## Conseguenze
Edoardo fu preso in custodia e trattenuto al castello di Middleham. I suoi suoceri il conte di Rivers e John Woodville furono giustiziati a Gosford Green Coventry il 12 agosto 1469. Non ci sono prove di alcun processo sommario effettuato. Tuttavia divenne presto chiaro che c'era poco sostegno per Warwick o Clarence dopo questa azione quindi Edoardo fu rilasciato a settembre dove ha ripreso subito il trono.
Richard Herbert fu sepolto nella Herbert Chapel del Priorato di Abergavenny, sopravvissuta ai danni causati durante la dissoluzione dei monasteri dal 1536 al 1541. Comprende anche la tomba del figlio illegittimo di William Herbert, Richard Herbert di Ewyas, cresciuto con Enrico Tudor, poi Enrico VII che combatté con lui a Bosworth nel 1485.
L'area è stata registrata dalla Historic England come sito altamente archeologico ma nell'agosto 2020 la One Planet Ltd, società esperta nell'ottenere permessi di pianificazione per progetti di energia rinnovabile ha presentato una proposta per conto dei proprietari terrieri, Culworth Grounds chiedendo la rinuncia della valutazione di impatto ambientale per creare un centro di sviluppo con l'istituzione di recinzioni e telecamere a circuito chiuso sormontate da pali situate proprio al centro dell'area dei combattimenti. Nonostante l'opposizione di numerose associazioni tra cui Historic England, NCC Archaeology, Battlefields Trust, Northamptonshire Battlefields Society la rinuncia è stata concessa. Vari gruppi appartenenti al patrimonio continuano ad esprimere la loro preoccupazione ed anticipano ad oggi obiezioni sulla domanda formale di pianificazione.

## Commemorazioni e rievocazioni
Il 12 e 13 settembre 2009 si è svolta una ricreazione della battaglia sull'attuale campo, organizzata dalla Medieval Siege Society e dalla English Tournament Society per commemorare il 540º anniversario. Dato il successo ottenuto da quest'ultima ne è stata organizzata una seconda l'anno seguente.
Il 550º anniversario è stato oggetto di numerose attività organizzate dalla Northamptonshire Battlefields Society, e queste includevano una conferenza che metteva in evidenza le nuove ricerche storiche e la pubblicazione di un libro ed inoltre la società organizza una marcia annuale per commemorare la battaglia nel giorno dell'anniversario stesso.
Nel 2021 Edgecote è stata una delle otto battaglie della Guerra delle Due Rose commemorate su francobolli emessi dalla Royal Mail per celebrare il 550º anniversario della battaglia di Tewkesbury. I francobolli utilizzavano dipinti del noto artista Graham Turner e includevano un pacchetto di presentazione con note dello storico David Grummitt. Questa iniziativa però ha creato polemiche a causa degli errori sopracitati rappresentando gli oggetti con il nome di "Edgecote Moor" e la data attribuibile al 26 luglio. Questi errori sono stati evidenziati dalla Northamptonshire Battlefields Society e la storia è stata ripresa anche dalla BBC. La Royal Mail di conseguenza ha rilasciato una dichiarazione in cui affermava di essere a conoscenza della controversia del nome, ma aveva scelto di seguire la raccomandazione del proprio esperto nonostante che il toponimo "Edgecote" ed "Edgecote Moor" non appaiano nella banca dati della Royal Mail.